# Lice (district)
Lice is een Turks district in de provincie Diyarbakır en telt 30.560 inwoners (2007). Het district heeft een oppervlakte van 1025,8 km².
De bevolkingsontwikkeling van het district is weergegeven in onderstaande tabel.
| 1997   | 2000   | 2007   |
| ------ | ------ | ------ |
| 20.004 | 24.877 | 30.560 |